# Dagmalar
Dagmalar, Chimabachidae är en familj av fjärilar. Dagmalar ingår i ordningen fjärilar, klassen egentliga insekter, fylumet leddjur och riket djur.
Kladogram enligt Dyntaxa:
| Dagmalar Chimabachidae | \| \| Dasystroma \| \| \| \| \| \| Diurnea \| \| \| \| |
|                        | \| \| Dasystroma \| \| \| \| \| \| Diurnea \| \| \| \| |
|                        | Dasystroma                                             |
|                        |                                                        |
|                        | Diurnea                                                |
|                        |                                                        |

## Bildgalleri

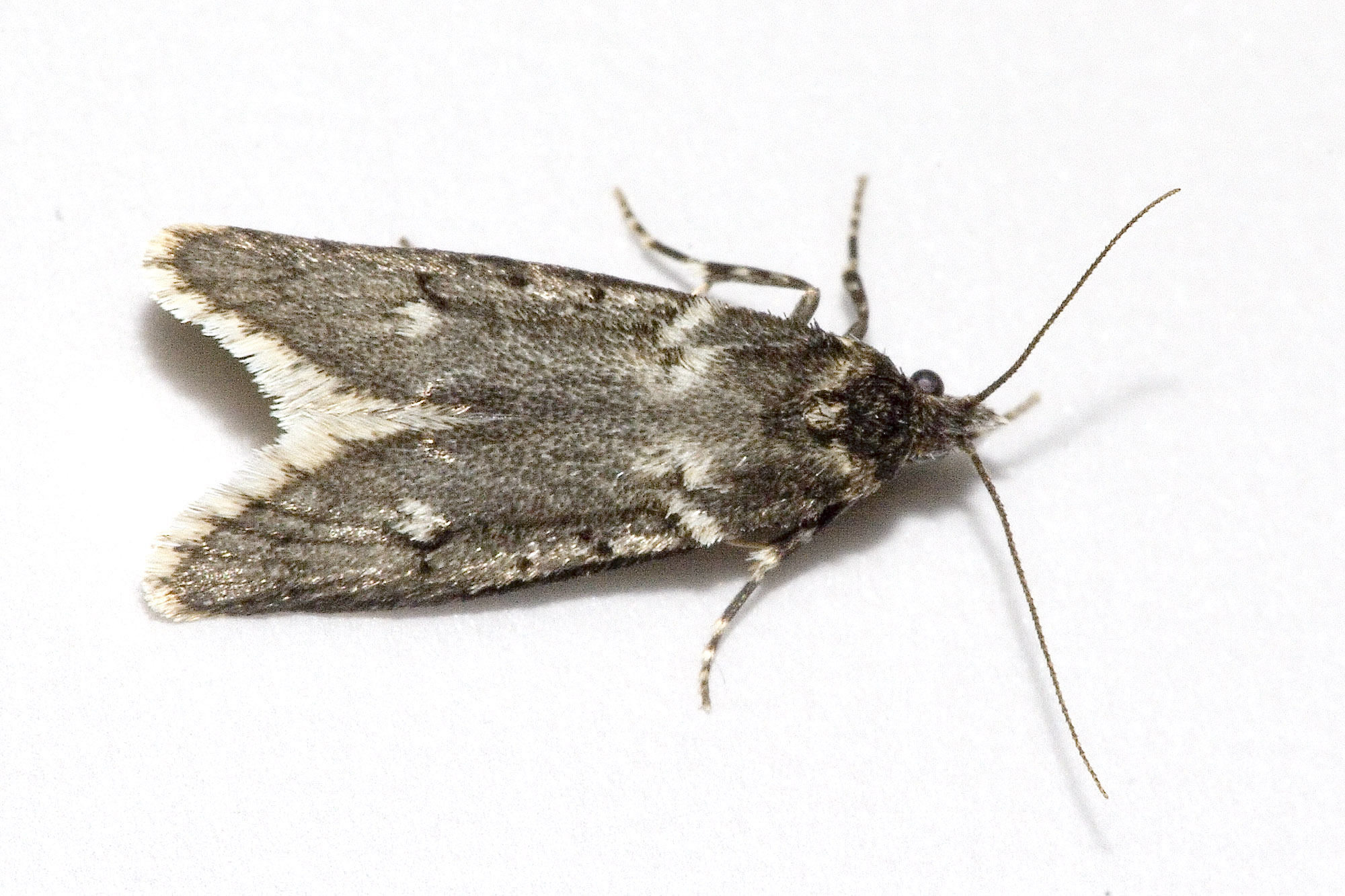
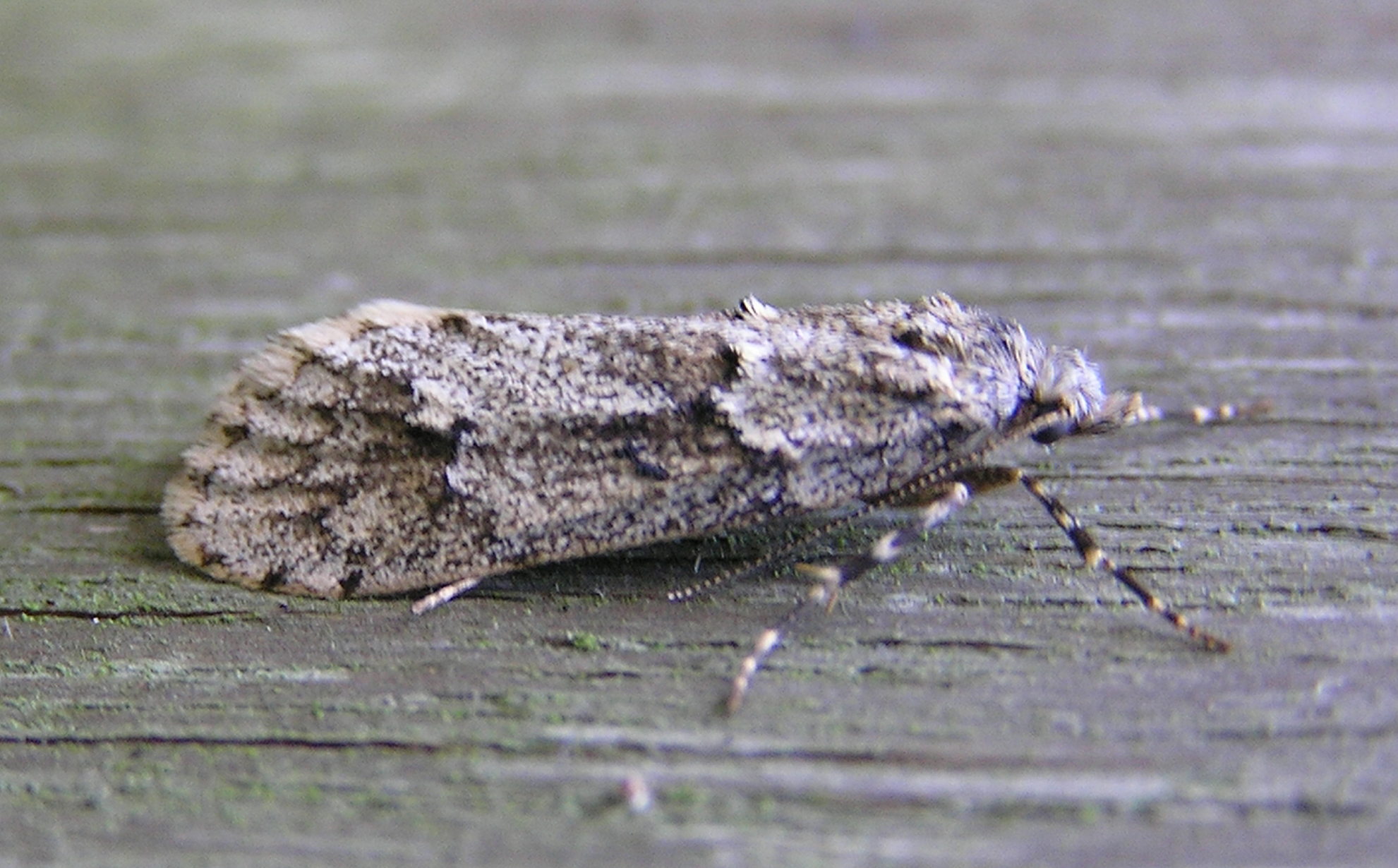
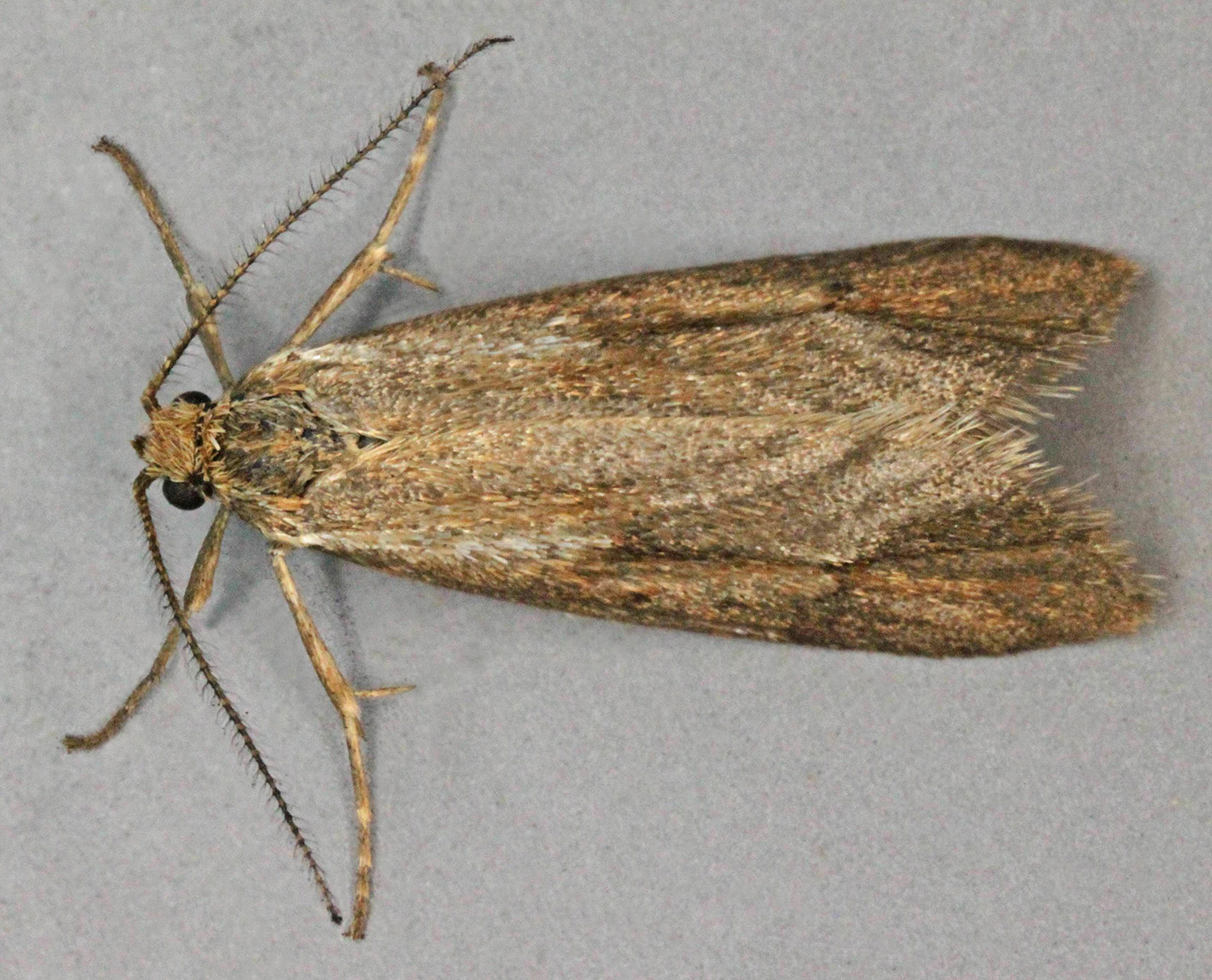